# Іван Гудель
Іван Гудель (хорв. Ivan Gudelj, нар. 21 квітня 1960, Імотський) — югославський футболіст, що грав на позиції півзахисника. По завершенні ігрової кар'єри — хорватський тренер.
Виступав за клуб «Хайдук» (Спліт), а також національну збірну Югославії. Футболіст року в Югославії (1982).

## Клубна кар'єра
Вихованець школи клубу «Мрачай» з Руновичів. У дорослому футболі дебютував 1977 року виступами за команду «Хайдук» (Спліт), кольори якої і захищав протягом усієї своєї кар'єри гравця, що тривала дев'ять років. У 1979 році він виграв чемпіонат Югославії з «Хайдуком», останній для клубу за час існування країни, а з наступного сезону став основним гравцем команди.
У 1984 році він зіграв у фінальному матчі Кубка Югославії проти «Црвени Звезда» (2:1, 0:0), вигравши трофей, а навесні того ж року він вийшов у півфінал Кубка УЄФА, де поступився «Тоттенгему» (2:1, 0:1).
У 1986 році Гудель був змушений призупинити свою футбольну кар'єру через вірус гепатиту В. Після лікування Гудель двічі повернувся до тренувань, і обидва рази його хвороба поверталась, і йому зрештою довелося закінчити свою ігрову кар'єру у віці 26 років, незважаючи на отриману пропозицію від французького клубу «Бордо», яку Іван не зміг прийняти. Останній матч Іван провів за «Хайдук» 23 вересня 1986 року проти «Црвени Звезди». Загалом за клуб Гудель провів 362 матчів в усіх турнірах і забив 93 голів.

## Виступи за збірні
У складі юнацької збірної Югославії (U-18) Гудель виграв Юнацький чемпіонат Європи 1979 року в Австрії, на якому був визнаний найкращим гравцем. Цей результат дозволив Гуделю з командою через місяць поїхати і на Молодіжний чемпіонат світу, що пройшов у Японії. Там Іван зіграв у всіх трьох матчах, але його команда не вийшла з групи.
1980 року залучався до складу олімпійської збірної Югославії, з якою був учасником футбольного турніру на Олімпійських іграх 1980 року у Москві. На турнірі півзахисник зіграв у двох іграх, а команда посіла 4 місце.
10 вересня 1980 року дебютував в офіційних іграх у складі національної збірної Югославії у кваліфікаційному матчі до чемпіонату світу 1982 року проти Люксембургу (5:0). Надалі Гудель зіграв ще в 4 матчах відбіркового турніру і потрапив в заявку збірної для участі в фінальній частині чемпіонату світу 1982 року в Іспанії. Там він був основним гравцем і зіграв у всіх трьох іграх — з Північною Ірландією (0:0), Іспанією (1:2), забивши гол гол на 10-й хвилині та з Гондурасом (1:0), але югослави не вийшли з групи.
За два роки Гудель у складі збірної був учасником чемпіонату Європи 1984 року у Франції. Там він також зіграв у трьох іграх — з Бельгією (0:2), з Данією (0:5) та з Францією (2:3), але і цього разу з групи його команді вийти не вдалось.
Останній матч за збірну провів 19 травня 1986 року в товариській грі зі збірною Бельгії (3:1). Загалом протягом кар'єри у національній команді, яка тривала 7 років, провів у її формі 33 матчі, забивши 3 голи.

## Кар'єра тренера
Більшу частину тренерської кар'єри працював з юнацькими збірними Хорватії. Так з командою до 17 років він брав участь у двох юнацьких чемпіонатах Європи — 2005 року, посівши 4 місце, та 2013 року, де збірна стала третьою у групі і не вийшла в плей-оф, але кваліфікувалась на юнацький чемпіонат світу, що пройшов того ж року в ОАЕ. Там підопічні Гуделя теж не подолали груповий етап. Згодом працював зі збірною до 19 років.
Також протягом тренерської кар'єри працював на клубному рівні з командами «Ускок» (Клис), «Задар», «Дубровник 1919» та «Форвартс-Штайр», а також з рідним «Хайдуком» (Спліт), головним тренером команди якого Іван Гудель був з вересня 2005 по лютий 2006 року, але був звільнений через незадовільні результати.

## Титули і досягнення

### Командні
- Чемпіон Югославії (1):

«Хайдук» (Спліт): 1978/79
- Володар Кубка Югославії (1):

«Хайдук» (Спліт): 1983/84
- Чемпіон Європи (U-18): 1979

### Особисті
- Футболіст року в Югославії: 1982